# 성남 대광사 선종영가집언해권상1책
선종영가집언해권상은 대한민국 경기도 성남시 분당구 구미동 대광사에 있는 불교 책이다. 2011년 10월 4일 경기도의 유형문화재 제262호로 지정되었다.

## 참고 문헌
- 선종영가집언해권상1책 - 국가유산청 국가유산포털